# 阿卜杜勒卡德爾·本薩拉赫
阿卜杜勒卡德爾·本薩拉赫（阿拉伯语：‎；1941年11月24日—2021年9月22日），阿尔及利亚政治人物。自1997年起至2002年担任阿尔及利亚人民议会主席，自2002年起至2019年担任阿尔及利亚国家议会主席，2019年4月阿卜杜勒-阿齐兹·布特弗利卡辞职后起代任阿尔及利亚总统，直至2019年12月。

## 生平
1941年11月24日，阿卜杜勒卡德尔·本萨拉赫生于法属阿尔及利亚特莱姆森附近的费莱奥西。经常有谣言指他出生在摩洛哥，阿尔及利亚独立战争结束后才成为阿尔及利亚公民，不过他矢口否认。1970年到1974年在贝鲁特担任阿尔及利亚信息和文化中心主任后回国，担任官方媒体《El Chaâb》记者，后于1977年当选省主席。12年后，被任命为驻沙特阿拉伯大使，到1993年。
1994年到1997年担任国家过渡委员会主席、1997年到2002年担任阿尔及利亚人民国家议会主席，是阿尔及利亚全国民主集会的中间派。
自2002年7月担任议会上院国民委员会主席。在阿卜杜勒-阿齐兹·布特弗利卡最后的任期内代理执行部分元首职责，如欢迎到访外宾。期间，布特弗利卡获得强势政治盟友的支持竞逐第五任期，即便当时国内爆发示威。
根据《阿尔及利亚宪法》第102条，于布特弗利卡辞职七天后的2019年4月9日起担任阿尔及利亚代总统，直到举行下次总统大选。依照法律，他不能参与选举。
2021年9月22日，本萨拉赫因癌症病逝于阿尔及尔，享年79岁。